# Погана хороша людина
«Погана хороша людина» (англ. «Плохой хороший человек») — російський радянський повнометражний кольоровий художній фільм, поставлений на Кіностудії «Ленфільм» в 1973 році режисером Йосипом Хейфицем за повістю Антона Чехова «Дуель». В головних ролях — Олег Даль, Володимир Висоцький, Людмила Максакова, Анатолій Папанов.
Прем'єра фільму в СРСР відбулася 10 грудня 1973 року.

## Зміст
Лаєвський — чиновник, життя якого наповнене нудьгою і стандартним набором пороків. Його дружина теж не сильно відстає від чоловіка. Поява суворого ідеаліста Фон Корена, який мало не вбиває Лаєвського на дуелі, кардинально змінює життя останнього. Той починає більше працювати і менше розтрачати час, він розуміє, що його дружина — єдина і найближча людина. Те ж розуміє і вона. Так напружені події призводять подружжя до гармонії з собою і навколишнім світом.

## Історія створення фільму
Режисер фільму Й. Хейфиц розповідав про своє сприйняття чеховського твору: «Дуель» — драма абсурдів. Та у факті дуелі все ж є деяке значення, тому що в іншій спосіб не вирішити морального спору між Лаєвським та фон Кореном".
В своїй роботі над екранізацією повісті Й. Хейфиц вважав за головне зробити героїв А.Чехова  зрозумілими та близькими сучасній аудиторії: «Можливо, я й відійшов від автора, але фільм вийшов сучасним, а не академічним».

## Сюжет
Дія фільму відбувається у маленькому курортному містечку на Кавказі. Чиновник Лаєвський (Олег Даль) два роки тому переїхав туди з коханкою Надією Федорівною (Людмила Максакова), яка покинула свого чоловіка у Петербурзі,  із мріями просвітницької діяльності для суспільства. Але насправді нічого корисного він не робить. За словами зоолога фон Корена (Володимир Висоцький), який мешкає у тому ж містечку та досліджує місцеву фауну, завдяки Лаєвському місцева молодь навчилася грати в карти та пити горілку. Також фон Корен зауважує, що якщо раніше із коханками проживали ховаючись та не афішуючи відносин, Лаєвський робить це відверто. Взагалі ж фон Корен вважає Лаєвського нікчемою, зайвим у суспільстві.
В свою чергу, Лаєвський впевнений, що фон Корен жорстока людина та не зупиниться в досягненні своїх цілей. До того ж Лаєвський розуміє, що його почуття до Надії Федорівни минули та йому стає незручним його становище. Коли з Петербурга приходить звістка про смерть чоловіка Надії Федорівни, Лаєвський лякається, що відтепер зобов'язаний одружитися з нею. Він вирішує покинути її та самому їхати в Петербург. З цим він приходить до свого друга, військового лікаря Самойленка (Анатолій Папанов), щоб зайняти грошей на поїздку. В цей же час стає відомим, що Надія Федорівна зраджує йому.
Лаєвський дедалі більше нервує та на одній із зустрічей з фон Кореном кидає виклик на дуель. Фон Корен виклик приймає. На дуелі з'ясовується, що ніхто, ні дуелянти, ні секунданти, не знають достеменно правил дуелі. Але дуель відбувається: Лаєвський стріляє у повітря, постріл фон Корена не влучає у Лаєвського. Проте дуель мусить Лаєвського задуматись над життям: він одружується з Надією Федорівною, працює, щоб розрахуватися із боргами та примиряється з фон Кореном, який вирушає у наукову подорож.

## Ролі
- Олег Даль — Іван Лаєвський
- Володимир Висоцький — Микола Васильович фон Корен
- Людмила Максакова — Надія Федорівна
- Анатолій Папанов — Самойленко, доктор
- Георгій Корольчук — Победов, диякон (роль озвучив — Гелій Сисоєв)
- Анатолій Азо — Кирилін, пристав
- Ашот Мелікджанян — Ачміанов
- Любов Малиновська — Марья Костянтинівна Бітюгова
- Юрій Медведєв — Шешковський

## В епізодах
- Андрій Апсолон
- Анхель Гутьєрес — Ачміанов-старший
- Ігор Єфімов — Бойко, секундант
- Таня Іванова — Катя, дочка Бітюгових
- Діма Ігнатьєв — Костя, син Бітюгових
- Павло Кашлаков — секундант
- Герман Лупекін — Устимович доктор
- Ашот Нерсесян
- Гелій Сисоєв — Сипачев, товариш по службі Лаєвського
- Любов Тищенко — Ольга, слуга Надії Федорівни
- Олег Хроменков — денщик Самойленко

## Знімальна група
- Сценарій і постановка — Йосип Хейфиц
- Головний оператор — Генріх Маранджян
- Головний художник — Ісаак Каплан
- Композиторка — Надія Симонян
- Режисер — Євген Татарський
- Звукооператор — Ігор Вигдорчик
- Оператори — С. Іванов, А. Кудрявцев
- Костюми — Лілії Мошкіної
- Грим — Миколи Еленбогена, Г. Вдовиченко
- Декоратор — Олексій Шкеле
- Монтаж — Стер Гораковой
- Редактор — Леонід Рахманов
- Асистенти:
режисера — Л. Кривицька, Г. Черняєв
оператора — Г. Крахмальникова 
художника — М. Стручкова, М. Краківський
по монтажу — Т. Гусєва
- Директори картини — Л. Светлов, Мойсей Генденштейн

## Призи та нагороди
- 1974 — Приз «Харибда» за найкраще виконання чоловічої ролі Володимиру Висоцькому на V фестивалі націй в Таорміне, Італія.
- 1974 — Приз «Срібна пластина» Йосипу Хейфіцу за високі художні досягнення в екранізації творів Антона Чехова на X МКФ в Чикаго, США.

## Про зйомки фільму
Я запросив Висоцького на картину «Поганий, хороший чоловік», де я був другим режисером. Його, як і інших акторів, одягли в костюми. Хейфиц їх уважно оглянув і сказав художнику по костюмах: «Ліля, ви знаєте, мене все влаштовує, тільки давайте домовимося так: ось на цьому сюртуку у нього завжди третій ґудзик буде напіввідірваний, він буде теліпатися на одній ниточці». Це був не фокус, адже його персонаж — холостяк, зрозуміло, через що у нього ґудзик бовтається. Володя мені сказав: "Женька, знаєш, я у Хейфіца завжди буду зніматися, що б він мені не запропонував! "
- Режисер Хейфіц розмірковує про назву фільму:

Дивно начебто звучить! Упевнений, що прокатники на афішах додадуть букву «І» — «Поганий і хороший», — начебто мова йде про двох різних людей. Адже сенс у тому, що справа йде про одне. Ми обійдемося без з'єднувального «І».
- Режисерська розробка епізоду «Прохід Надії Федорівни та пристава Кириліна в будинок побачень»:

Вдало знайшли на околиці Ялти старий татарський будинок з відкритою галереєю і сходами. Це і буде «будинок побачень» Мюрідова. Тут важливі прозаїзми, зниження, знищення екзотики. Брудний, ветхий будинок. Внизу, на галереї, все господарство Мюрідова: кухня, мангал, кури, старе начиння, граються діти, смажиться щось на сковороді. Нагадує комуналку. Це публічний будинок, але найнижчого розряду, в масштабі «сімейного підприємства».
- Фільм знімався в Євпаторії і по одному епізоду в Саках та Ялті.

## Цікаві факти про фільм
У 1974 році фільм був відмічений призом «Харибда» на V Фестивалі націй в Таорміні (Італія) в категорії «Кращий виконавець чоловічої ролі» (Володимир Висоцький) та призом «Срібна пластина» на  Х Міжнародному  кінофестивалі у Чикаго (США) «За високі художні досягнення в екранізації творів Антона Чехова (Йосип Хейфиц).
Інтер’єрні зйомки фільму проходили у павільйонах «Ленфільму», натурні – у Криму (в Євпаторії та Ялті) і на Кавказі (у Гаграх). 
Декорації для одного з епізодів фільму були розташовані поруч із пам’ятником Євпаторійському десанту під час Другої Світової війни. У процесі зйомок фільму «Плоха добра людина» Володимир Висоцький написав пісню «Чорні бушлати», присвячену подвигу моряків-десантників.
Висоцький розповідав про роль фон Корена: «Я граю фон Корена. Він захоплений ідеєю рятування цивілізації, покращання людської породи, знешкодження слабких. Еренбург у книзі про Чехова писав, що коли Гітлер пішком ходив під стіл, фон Корен висловлював його ідеї. Ми не бажали зображувати фон Корена як предтечу фашизму, але намагались показати його моральну поразку. Дуель з Лаєвським виявилася для фон Корена перемогою його життєвої філософії, та в той же час моральною поразкою».